# Gerhard W. Lehmann & Co. Motorfahrzeugbau
Der Gerhard W. Lehmann & Co. Motorfahrzeugbau war ein deutscher Hersteller von Automobilen und Motorrädern.

## Unternehmensgeschichte
Das Unternehmen war am Steindamm 28 in Hamburg ansässig. 1922 begann die Produktion von Automobilen und Motorrädern. Der Markenname lautete MFB. 1923 endete die Produktion.

## Fahrzeuge
Einzelheiten zu den Fahrzeugen sind nicht überliefert. Abbildungen zeigen ein großes Motorrad sowie einen flachen, offenen Zweisitzer in einer für die damaligen Zeit untypisch langgestreckten Form. Das Unternehmen verwendete den Begriff Kleinauto.